# 蒂娜·彭泽尔
蒂娜·彭泽尔（德語：Tina Punzel，1995年8月1日—），德國跳水運動員，她代表德國隊參加了日本舉行的2020年夏季奧林匹克運動會，並且在女子雙人3米跳板比賽上獲得銅牌。